# Bauhinia harmsiana
Bauhinia harmsiana là một loài thực vật có hoa trong họ Đậu. Loài này được Hosseus miêu tả khoa học đầu tiên.